# Імоаса
Імоаса (рум. Imoasa) — село у повіті Мехедінць в Румунії. Входить до складу комуни Коркова.
Село розташоване на відстані 243 км на захід від Бухареста, 31 км на схід від Дробета-Турну-Северина, 75 км на північний захід від Крайови.

## Населення
За даними перепису населення 2002 року у селі проживали 402 особи, усі — румуни. Усі жителі села рідною мовою назвали румунську.